# Olimpiai játékok rendezésére pályázó városok
Az eddig lezajlott vagy elmaradt, valamint a jövőbeli nyári és a téli olimpiai játékok rendezésére pályázó városok.
Olimpiai játékokat eddig 50 városban rendeztek, ezek közül kettő Kelet-Európában, öt Kelet-Ázsiában, egy Közép-Amerikában és egy  Dél-Amerikában található, a többi pedig Nyugat-Európában, Észak-Amerikában és Ausztráliában. Afrikai, közép-ázsiai és dél-ázsiai városban még nem rendeztek olimpiát.
A Nemzetközi Olimpiai Bizottság egyelőre csak körvonalazódó tervei szerint a jövőben az olimpia kontinensről kontinensre vándorol majd. Egy 2007. augusztusi interjúban Jacques Rogge elnök a következőket mondta: „mindenképpen szeretném, ha azok a kontinensek, ahol még nem rendeztek játékokat, mint Afrika vagy Latin-Amerika, lehetőséget kapnának. Pontosan nem tudom megmondani, mikor, de remélem, én még meg fogom érni. […] Úgy gondoljuk, a közeljövőben egy rotációs rendszer alapján választjuk majd ki a rendező országokat. Egyelőre még nem határoztuk meg ennek a rendszernek a menetrendjét.”

## Nyári olimpiai játékokra pályázó városok
| Játékok | Év        | Továbbjutott pályázók            | Továbbjutott pályázók                                                                                                   | Kiesett pályázók                                             | NOB ülésszak                            | Megjegyzés |
| Játékok | Év        | Rendező város                    | - | Kiesett pályázók                                             | NOB ülésszak                            | Megjegyzés |
| ------- | --------- | -------------------------------- | --- | ------------------------------------------------------------ | --------------------------------------- | --- |
| I       | 1896      | Athén                            | |                                                              | 1. Párizs (1894. június 23.)            | Pierre de Coubertin azt szerette volna, ha Párizsban rendezik az első modern kori olimpiát, a NOB 1894-es első ülésszakán azonban Athént választották, az ókori görög olimpiák előtt tisztelegve. Párizs ugyanakkor megkapta a következő olimpia rendezésének jogát.                            |
| II      | 1900      | Párizs                           | |                                                              | 1. Párizs (1894. június 23.)            | Pierre de Coubertin azt szerette volna, ha Párizsban rendezik az első modern kori olimpiát, a NOB 1894-es első ülésszakán azonban Athént választották, az ókori görög olimpiák előtt tisztelegve. Párizs ugyanakkor megkapta a következő olimpia rendezésének jogát.                            |
| III     | 1904      | ( St. Louis)                     | Chicago |                                                              | 4. Párizs (1901. május 22.)             | Bár a szavazás során Chicago győzött, az ugyanabban az évben világkiállítást is rendező St. Louisnak sikerült elérnie a döntés megváltoztatását. |
| IV      | 1908      | Róma ( London)                   | Berlin Milánó |                                                              | 6. London (1904. június)                | A NOB Rómát választotta, de a Vezúv 1906-os kitörése miatt az olasz város kénytelen volt lemondani az olimpia rendezéséről. |
| V       | 1912      | Stockholm                        | |                                                              | 10. Berlin (1909. május 27.)            | |
| VI      | 1916      | Berlin                           | Alexandria Amszterdam Brüsszel Budapest Cleveland                                                                       |                                                              | 14. Stockholm (1912. május 27.)         | A játékokat az első világháború miatt nem rendezték meg. |
| VII     | 1920      | Antwerpen                        | Amszterdam Atlanta Budapest Cleveland Havanna Lyon Philadelphia                                                         |                                                              | 17. Lausanne (1919. április 5.)         | Eredetileg Budapest nyerte el a rendezési jogot, csak az első világháború után, 1919-ben vették el. Antwerpen az első világháború belga katonai és polgári áldozatai előtti tisztelgésként kapta meg a rendezés jogát. Lyon a végső szavazás előtt visszalépett.                                |
| VIII    | 1924      | Párizs                           | Amszterdam Barcelona Los Angeles Prága Róma                                                                             |                                                              | 19. Lausanne (1921. június 2.)          | Az 1900. évi párizsi olimpia rossz körülmények között és alacsony színvonalú rendezés mellett zajlott. A NOB azért ítélt oda egy újabb olimpiát a városnak, hogy Pierre de Coubertin egy problémák nélkül lebonyolított olimpiát is láthasson hazájában visszavonulása előtt.                   |
| IX      | 1928      | Amszterdam                       | Los Angeles |                                                              | 19. Lausanne (1921. június 2.)          | Miután az 1920. évi játékokra nem hívták meg az első világháború veszteseit, a tapasztalatokból okulva semleges országnak ítélték a rendezési jogot. |
| X       | 1932      | Los Angeles                      | |                                                              | 21. Róma (1923. április)                | |
| XI      | 1936      | Berlin                           | Alexandria Barcelona Budapest Buenos Aires Köln Dublin Frankfurt am Main Helsinki Lausanne Nürnberg Rio de Janeiro Róma |                                                              | 30. Lausanne (1931. május 13.)          | |
| XII     | 1940      | Tokió Helsinki                   | |                                                              | 35. Berlin (1936. július 31.)           | A második kínai–japán háború kitörése miatt Japán mind a nyári, mind a téli játékok rendezési jogáról lemondott. 1938. július 15-én a NOB a nyári olimpiát Helsinkinek ítélte. Finnország 1939-es szovjet megszállása és a második világháború miatt a NOB lefújta az 1940. évi nyári olimpiát. |
| XIII    | 1944      | London                           | Athén Budapest Detroit Helsinki Lausanne Montréal Róma                                                                  |                                                              | 38. London (1939. június 9.)            | Az olimpiát a második világháború miatt nem rendezték meg. |
| XIV     | 1948      | London                           | Baltimore Lausanne Los Angeles Minneapolis Philadelphia                                                                 |                                                              | 39. Lausanne (1946. szeptember)         | A rendező várost szavazás nélkül választották ki. |
| XV      | 1952      | Helsinki                         | Amszterdam Chicago Detroit Los Angeles Minneapolis Philadelphia                                                         |                                                              | 40. Stockholm (1947. június 21.)        | |
| XVI     | 1956      | Melbourne Stockholm              | Buenos Aires Chicago Detroit Los Angeles Mexikóváros Minneapolis Philadelphia San Francisco                             |                                                              | 43. Róma (1949. április 28.)            | A külföldről érkező állatokra vonatkozó szigorú ausztrál karanténtörvények miatt a lovas versenyeket nem lehetett a játékok ideje alatt megrendezni. 1954 májusában, a NOB 49., athéni ülésszakán Stockholmot választották ki a "XVI. Olimpiád Lovas Játékai" házigazdájának.                   |
| XVII    | 1960      | Róma                             | Brüsszel Budapest Detroit Lausanne Mexikóváros Tokió                                                                    |                                                              | 50. Párizs (1955. június 15.)           | |
| XVIII   | 1964      | Tokió                            | Brüsszel Detroit Bécs                                                                                                   |                                                              | 55. München (1959. május 26.)           | |
| XIX     | 1968      | Mexikóváros                      | Buenos Aires Detroit Lyon                                                                                               |                                                              | 60. Baden-Baden (1963. október 18.)     | |
| XX      | 1972      | München                          | Detroit Madrid Montréal                                                                                                 |                                                              | 64. Róma (1966. április 26.)            | |
| XXI     | 1976      | Montréal                         | Los Angeles Moszkva |                                                              | 69. Amszterdam (1970. május 12.)        | |
| XXII    | 1980      | Moszkva                          | Los Angeles |                                                              | 75. Bécs (1974. október 23.)            | |
| XXIII   | 1984      | Los Angeles                      | |                                                              | 80. Athén (1978. május 18.)             | Az 1976-os nyári olimpia a költségek rossz számításai miatt eladósította Montréalt, emiatt csak egy város pályázott 1984-re. |
| XXIV    | 1988      | Szöul                            | Nagoja |                                                              | 84. Baden-Baden (1981. szeptember 30.)  | |
| XXV     | 1992      | Barcelona                        | Amszterdam Belgrád Birmingham Brisbane Párizs                                                                           |                                                              | 91. Lausanne (1986. október 17.)        | |
| XXVI    | 1996      | Atlanta                          | Athén Belgrád Manchester Melbourne Toronto                                                                              |                                                              | 96. Tokió (1990. szeptember 18.)        | |
| XXVII   | 2000      | Sydney                           | Peking Berlin Isztambul Manchester                                                                                      |                                                              | 101. Monte Carlo (1993. szeptember 23.) | |
| XXVIII  | 2004      | Athén                            | Buenos Aires Fokváros Róma Stockholm                                                                                    | Isztambul Lille Brazíliaváros Szentpétervár San Juan Sevilla | 106. Lausanne (1997. szeptember 5.)     | |
| XXIX    | 2008      | Peking                           | Isztambul Oszaka Párizs Toronto                                                                                         | Bangkok Kairó Havanna Kuala Lumpur Sevilla                   | 112. Moszkva (2001. július 12.)         | |
| XXX     | 2012      | London                           | Madrid Moszkva New York Párizs                                                                                          | Havanna Isztambul Lipcse Rio de Janeiro                      | 117. Szingapúr (2005. július 6.)        | |
| XXXI    | 2016      | Rio de Janeiro                   | Chicago Madrid Tokió | Bakı Doha Prága                                              | 121. Koppenhága (2009. október 2.)      | |
| XXXII   | 2020      | Tokió                            | Isztambul Madrid | Baku Doha Róma                                               | 125. Buenos Aires 2013. szeptember 7.   | |
| XXXIII  | 2024 2028 | Párizs (2024) Los Angeles (2028) | | Budapest Hamburg Róma                                        | 131. Lima 2017. szeptember 13.          | |

## Téli olimpiai játékokra pályázó városok
| Játékok | Év   | Továbbjutott pályázók                      | Továbbjutott pályázók                                                 | Kiesett pályázók                       | NOB ülésszak                           | Megjegyzés |
| Játékok | Év   | Rendező város                              | -                                                                     | Kiesett pályázók                       | NOB ülésszak                           | Megjegyzés |
| ------- | ---- | ------------------------------------------ | --------------------------------------------------------------------- | -------------------------------------- | -------------------------------------- | --- |
| I       | 1924 | Chamonix                                   |                                                                       |                                        | 19. Lausanne (1921. június 2.)         | Chamonix-t a NOB a Nemzetközi Téli Sporthét 1924 (Semaine Internationale des Sports d'Hiver) megrendezésére választotta ki, amit utólag az első téli olimpiának nyilvánítottak. |
| II      | 1928 | St. Moritz                                 | Davos Engelberg                                                       |                                        | 24. Lisszabon (1926. május 6.)         | |
| III     | 1932 | Lake Placid                                | Bear Mountain Denver Duluth Minneapolis Montréal Oslo Yosemite Valley |                                        | 27. Lausanne (1929. április 10.)       | Az Olimpiai Charta 1938-as módosítása előtti szabályok szerint amennyiben a nyári olimpiát rendező ország a téli olimpiára is pályázott, elsőbbséget élvezett a többiekkel szemben. A rendelkezés az 1936. évi és az elmaradt 1940. évi téli olimpia kiválasztásakor még érvényben volt. |
| IV      | 1936 | Garmisch-Partenkirchen                     | Montréal St. Moritz                                                   |                                        | 31. Bécs (1933. június 7.)             | |
|         | 1940 | Szapporó St. Moritz Garmisch-Partenkirchen |                                                                       |                                        | 36. Varsó (1937. június 9.)            | A második kínai–japán háború kitörése miatt Japán mind a nyári, mind a téli játékok rendezési jogáról lemondott. 1938. július 15-én a NOB a téli olimpiát St. Moritznak ítélte. Svájci tisztviselők és a NOB között nézeteltérés volt a profi síelők nevezésével kapcsolatban, ami miatt a bizottság 1939. június 9-én a téli olimpiát Garmisch-Partenkirchenbe helyezte át. A háború miatt végül ezt sem lehetett megrendezni. |
|         | 1944 | Cortina d’Ampezzo                          | Montréal Oslo                                                         |                                        | 38. London (1939. június 9.)           | Az olimpiát a második világháború miatt nem rendezték meg. |
| V       | 1948 | St. Moritz                                 | Lake Placid                                                           |                                        | 39. Lausanne (1946. szeptember)        | A rendező várost szavazás nélkül választották ki. |
| VI      | 1952 | Oslo                                       | Cortina d’Ampezzo Lake Placid                                         |                                        | 40. Stockholm (1947. június 21.)       | |
| VII     | 1956 | Cortina d’Ampezzo                          | Colorado Springs Lake Placid Montréal                                 |                                        | 43. Róma (1949. április 28.)           | |
| VIII    | 1960 | Squaw Valley                               | Garmisch-Partenkirchen Innsbruck St. Moritz                           |                                        | 50. Párizs (1955. június 16.)          | |
| IX      | 1964 | Innsbruck                                  | Calgary Lahti                                                         |                                        | 55. München (1959. május 26.)          | |
| X       | 1968 | Grenoble                                   | Calgary Lahti Lake Placid Oslo Szapporó                               |                                        | 61. Innsbruck (1964. január 28.)       | |
| XI      | 1972 | Szapporó                                   | Banff Lahti Salt Lake City                                            |                                        | 64. Róma (1966. április 26.)           | |
| XII     | 1976 | Denver ( Innsbruck)                        | Sion Tampere Vancouver-Garibaldi                                      |                                        | 69. Amszterdam (1970. május 12.)       | Denver visszamondta a rendezés jogát, mert egy állami szintű népszavazáson született döntés miatt a játékokra nem lehetett közpénzeket felhasználni. |
| XIII    | 1980 | Lake Placid                                | Vancouver-Garibaldi                                                   |                                        | 75. Bécs (1974. október 23.)           | Vancouver 1974. október 4-én visszalépett, így Lake Placid maradt az egyetlen jelölt. |
| XIV     | 1984 | Szarajevó                                  | Göteborg Szapporo                                                     |                                        | 80. Athén (1978. május 18.)            | |
| XV      | 1988 | Calgary                                    | Cortina d’Ampezzo Falun                                               |                                        | 84. Baden-Baden (1981. szeptember 30.) | |
| XVI     | 1992 | Albertville                                | Anchorage Berchtesgaden Cortina d’Ampezzo Falun Lillehammer Szófia    |                                        | 91. Lausanne (1986. október 17.)       | |
| XVII    | 1994 | Lillehammer                                | Anchorage Östersund Szófia                                            |                                        | 94. Szöul (1988. szeptember 15.)       | |
| XVIII   | 1998 | Nagano                                     | Aosta Jaca Östersund Salt Lake City                                   |                                        | 97. Birmingham (1991. június 15.)      | |
| XIX     | 2002 | Salt Lake City                             | Östersund Quebec City Sion                                            | Graz Jaca Poprád Szocsi Tarvisio       | 104. Budapest (1995. június 16.)       | |
| XX      | 2006 | Torino                                     | Sion                                                                  | Helsinki Klagenfurt Poprád Zakopane    | 109. Szöul (1999. június 19.)          | |
| XXI     | 2010 | Vancouver                                  | Bern Pjongcsang Salzburg                                              | Andorra la Vella Harbin Jaca Szarajevó | 115. Prága (2003. július 2.)           | Bern 2002. szeptember 27-én visszalépett, mert polgárai egy népszavazáson nem támogatták az olimpia finanszírozását. |
| XXII    | 2014 | Szocsi                                     | Pjongcsang Salzburg                                                   | Almati Borjomi Jaca Szófia             | 119. Guatemalaváros (2007. július 4.)  | |